# ダダーブ
ダダーブ（Dadaab）はケニアの北東州にある町。ソマリアとの国境から西に約100キロメートルの位置にある。遊牧民であるソマリ族がラクダやヤギを放牧する、どちらかというと不毛に近い土地である。
ダダーブの地元住民は1万5千人ほどである。しかしソマリア内戦後の1991年から、ソマリア難民を受け入れるための世界最大のキャンプが設けられている。受け入れ難民の数は、2010年末時点で30万人近いと推定されている。ダダーブに近いケニアの都市は人口約6万人のガリッサであるが、人口だけで言えばダダーブの方がかなり大きくなっている。

## 概要

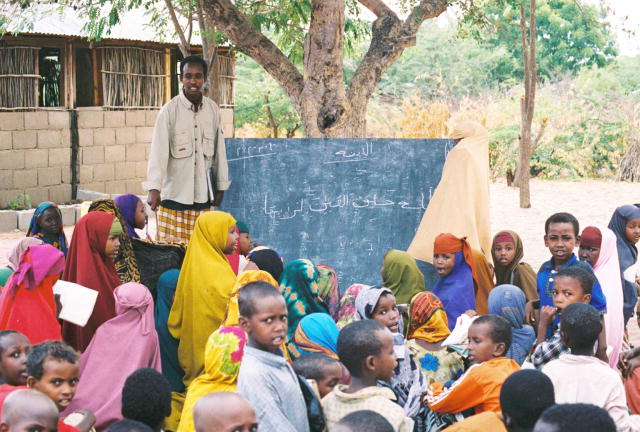
難民キャンプの青空教室

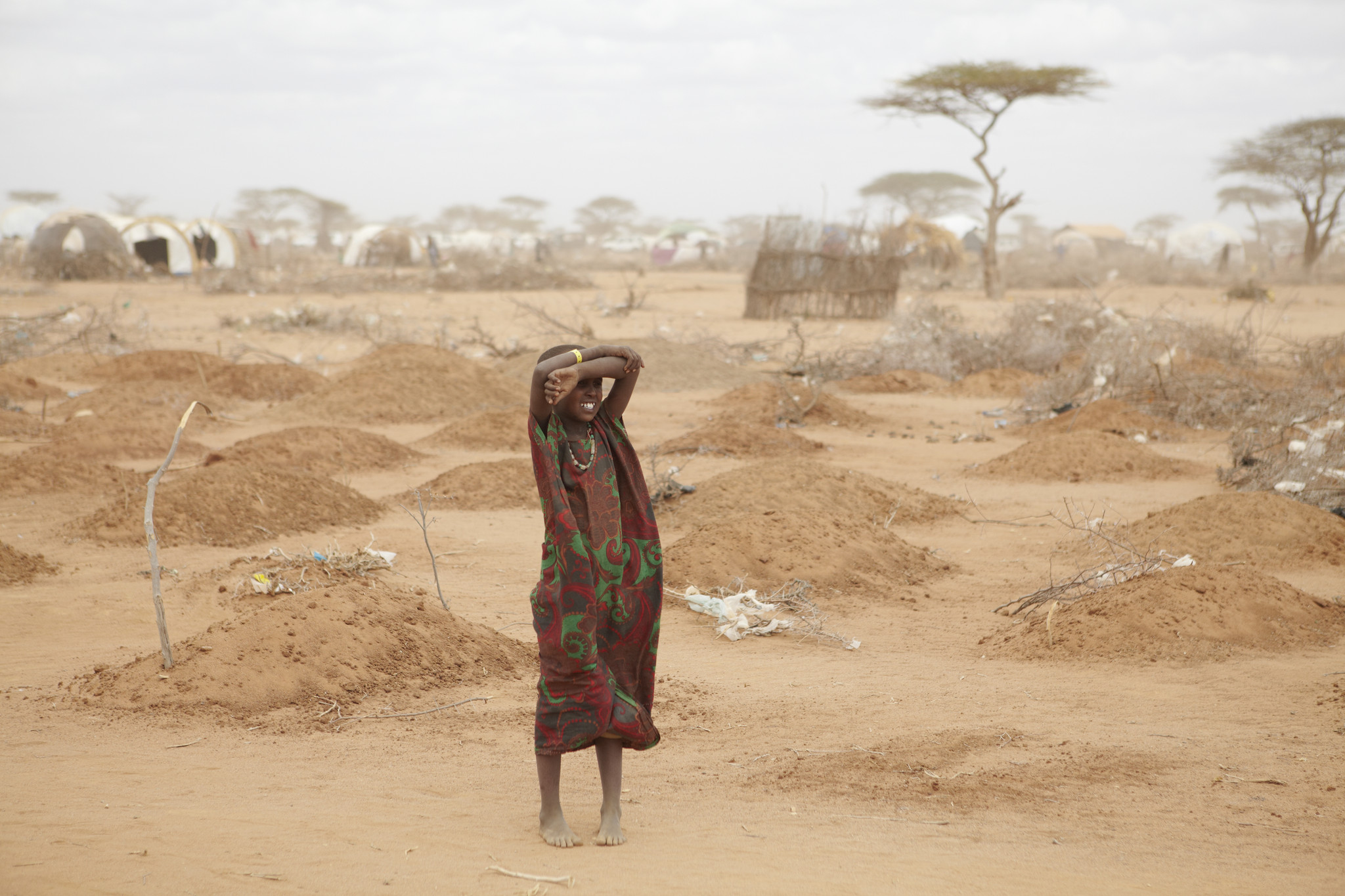
難民キャンプの集団墓地

ダダーブの周辺には国際連合難民高等弁務官事務所（UNHCR）による難民キャンプが5つ設けられている。町から南東方面にハガデラ（Hagadera）およびカンビオス（Kambioos）、町の北方面にイフォ、イフォ2、およびダガハレ（Dagahaley）である。それぞれのキャンプと従来の町とはそれぞれ数キロメートル離して設置されている。1993年に、ハガデラ、イフォ、ダガハレが設けられ、当時の収容人数はそれぞれ4万3千、4万6千、4万5千である。その後、難民の増加に伴ってイフォ2およびカンビオスが増設され、2011年までに現在の形になった。キャンプはUNHCRを中心とする国連機関と30以上ものNGOを中心に運営されている。町の経済も、難民に関するものが大きい。
難民には、ソマリ族の他、ソマリアに住んでいたバントゥー系民族などの少数民族もいる。移住元は激戦地区のジュバ川流域が多く、上流のゲド州の他、南部の都市キスマヨ、モガディシュ、バルデラなどが含まれる。少数ではあるが、ソマリア以外からの難民も暮らす。
キャンプの合計面積は50平方キロメートルほどであり、ダダーブの町から18キロメートル圏内にある。ダダーブのキャンプは設置当時9万人を想定して作られたが、2009年時点で26万人、2013年時点で45万人に達した。ケニアが受入制限を始めたため、新たな移民は減っている。なお、難民キャンプ外への移動にはケニア政府の許可証が必要で、難民は自由にはキャンプに出入りできない。
ダダーブは町の名であると同時に、ラガデラ県の一地区名でもある。基本的には雨が少なく旱魃となることが多いが、2006年末の雨季には洪水により交通困難となっている。
2015年4月2日、ケニア政府はガリッサ大学におけるアル・シャバブ襲撃事件を受けて、ダダーブの難民キャンプの3ヶ月以内の閉鎖を発表したが、2016年、ケニア高等裁判所はキャンプ閉鎖は違憲と判断、この時点では閉鎖には至らなかった。
2015年12月、ヨーロッパ連合は、ダダーブの難民キャンプからソマリアへの帰還を支援するため、新たに5000万ユーロの基金を設立すると発表。
2021年、ケニア政府と国連難民高等弁務官事務所は、2022年6月にダダーブの難民キャンプを閉鎖すると発表。この時点で、各キャンプに居住する避難民の総計は約20万人を数えると見られた。しかし閉鎖発表後も、干ばつが続くソマリアからの難民は後を絶たず、難民の数は増加した。2023年5月には国連難民高等弁務官事務所の森山毅シニア緊急対応調整官が現地視察を行っている。干ばつは同年11月の降雨で節目を迎えたが、激しい豪雨により難民キャンプのほとんどが水没する被害が生じた。

## 交通

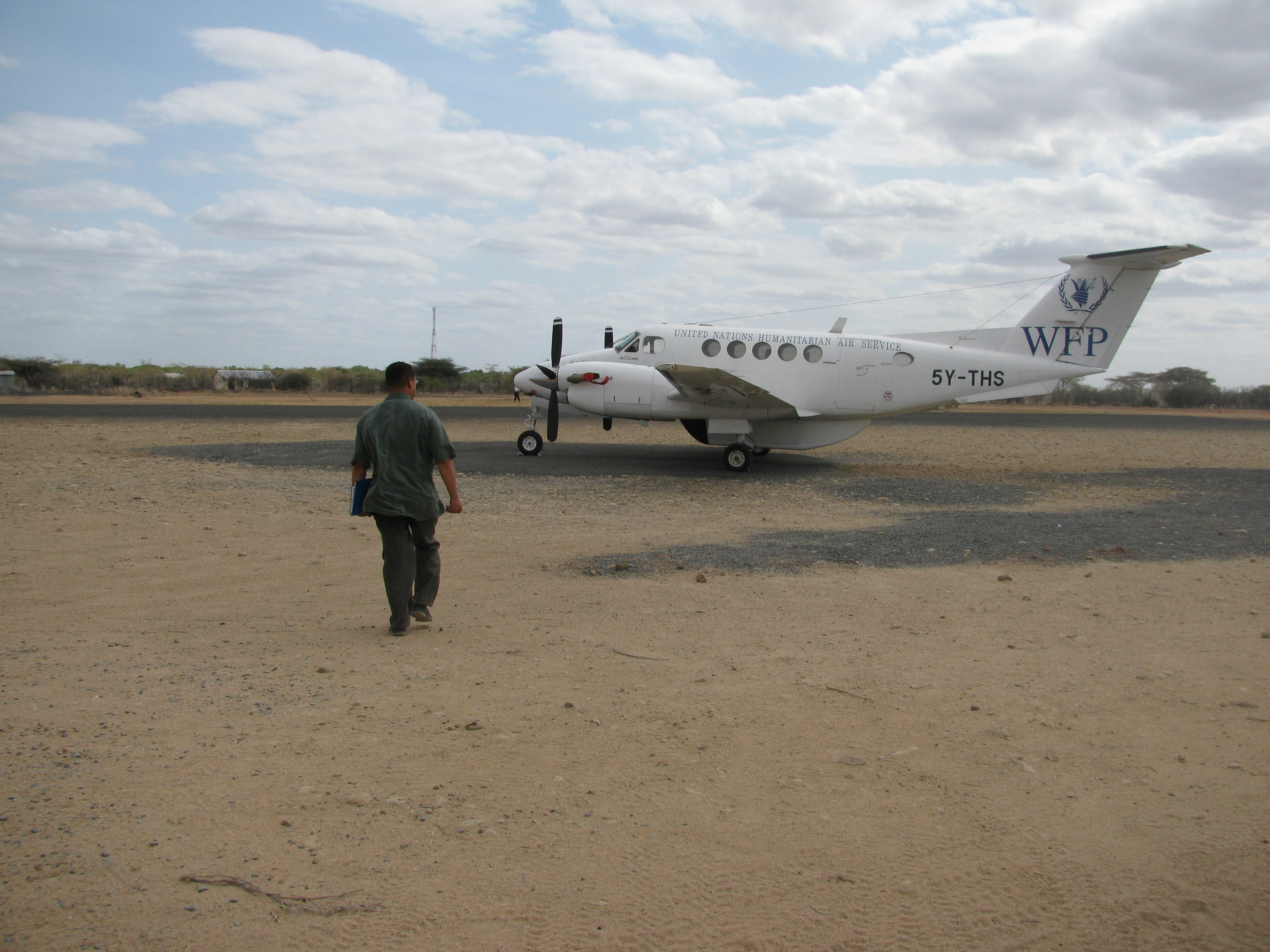
ダダーブの滑走路

ダダーブには飛行機用の仮設滑走路がある。空港コードはFVF。
ケニアの国道A3沿いにあり、この道路の西はガリッサ、東はリボイに繋がっている。ダダーブから北西に向かう道路もあり、ハバスウェインに繋がっている。

## 配給
ダダーブ難民キャンプの配給は国際連合世界食糧計画（WFP）の委託を受けた国際ケア機構（CARE）が行っている。配給は月に2回で、老女や妊婦、子供が優先される。配給される食糧は、小麦、トウモロコシ粉、豆、高タンパク質粉、油、塩などである。その他、コップや毛布、シート、水の容器、石鹸なども配給される。また、当初は焚き木は難民たちの自給だったが、キャンプ外へ取りに行く際、地元住民との摩擦や、強盗やレイプ被害が横行したことから、これも支給に切り替えられている。難民の増加から、2011年時点では新たに到着した難民が食糧を受け取れるまでには平均で12日かかるようになっている。

## 教育
教員が不足しているものの、初等教育は比較的充実している。中等教育も実施されているが進学率は低い。大学への進学事情は極めて悪く、大学入学資格試験に上位で合格しても難しい。ただし特例としてのチャンスが皆無では無い。

## 衛生状況
ダダーブでは2009年2月から国境なき医師団（MSF）が病院と4つの診療所を運営していた。ただし
2015年5月、国境なき医師団は治安の悪化を理由にダダーブの診療所を閉鎖。
キャンプ設営当初は深刻な問題が山積みされていた。例えば1998年まではハンガーなど粗末な器具での堕胎が20件以上行われていた。これも避妊具の配布などでかなり改善されている。2009年にはコレラの発生があった。